# Sheetal Tomar
Sheetal Tomar (ur. 16 czerwca 1993) – indyjska zapaśniczka walcząca w stylu wolnym.  Zajęła dziesiąte miejsce na mistrzostwach świata w 2017. Trzecia na mistrzostwach Azji juniorów w 2013. Wicemistrzyni
halowych igrzysk azjatyckich w 2017. Triumfatorka igrzysk Azji Południowej w 2019 roku.